# Галайчук Леонід Леонідович
Леоні́д Леоні́дович Галайчу́к (18 вересня 1991, с. Обжиле, нині Балтська міська громада, Одеська область, Україна — 17 березня 2017, с. Водяне, Волноваський район, Донецька область, Україна) — український військовослужбовець морської піхоти, сержант Військово-морських сил Збройних сил України, учасник російсько-української війни. Позивний «Угрюмий».

## Біографія
Народився 1991 року в селі Обжиле на Одещині. В перший клас пішов у Березівську школу, але коли батьки розлучилися, переїхав з мамою в Молдову, там закінчив 9 класів. Повернувся в Україну до батька, працював на будівництві. У 2010—2011 роках проходив строкову службу в зенітно-ракетних військах.
З початком російської збройної агресії проти України навесні 2014 року добровольцем став на захист Батьківщини, служив у прикордонних військах Державної прикордонної служби України. Після демобілізації навесні 2015 року пішов на контрактну службу в морську піхоту, і після підготовки на Широколанівському полігоні у червні 2015 знову вирушив на фронт.
Сержант, командир відділення гранатометного взводу 2-ї десантно-штурмової роти 501-го окремого батальйону морської піхоти 36-ї окремої бригади морської піхоти ВМС ЗС України. Виконував завдання на території проведення антитерористичної операції на ділянці Широкине — Лебединське — Водяне, Оперативно-тактичне угруповання «Маріуполь».
17 березня 2017 року загинув від осколкового поранення у голову внаслідок розриву міни, під час обстрілу спостережного посту біля села Водяне з боку окупованого села Саханка. Тоді ж загинув матрос Олексій Кондратюк.
Похований 20 березня на кладовищі рідного села Обжилого Балтської міської громади.
Залишились батьки Леонід Петрович і Тетяна Костянтинівна, сестра Анна.

## Нагороди та вшанування
Указом Президента України № 104/2017 від 10 квітня 2017 року, «за особисту мужність, виявлену у захисті державного суверенітету та територіальної цілісності України, самовіддане виконання військового обов'язку», нагороджений орденом «За мужність» III ступеня (посмертно).
У травні 2017 року на фасаді Березівської загальноосвітньої школи в селі Березівка відкрито меморіальну дошку Леоніду Галайчуку.